# Dornier Do 12
Дорньє Do 12 «Лібеллі III» (нім. Dornier Do 12 Libelle III) — німецький одномоторний летючий човен, розроблений на початку 1930-х років німецькою авіабудівною компанією Dornier-Metallbauten GmbH.

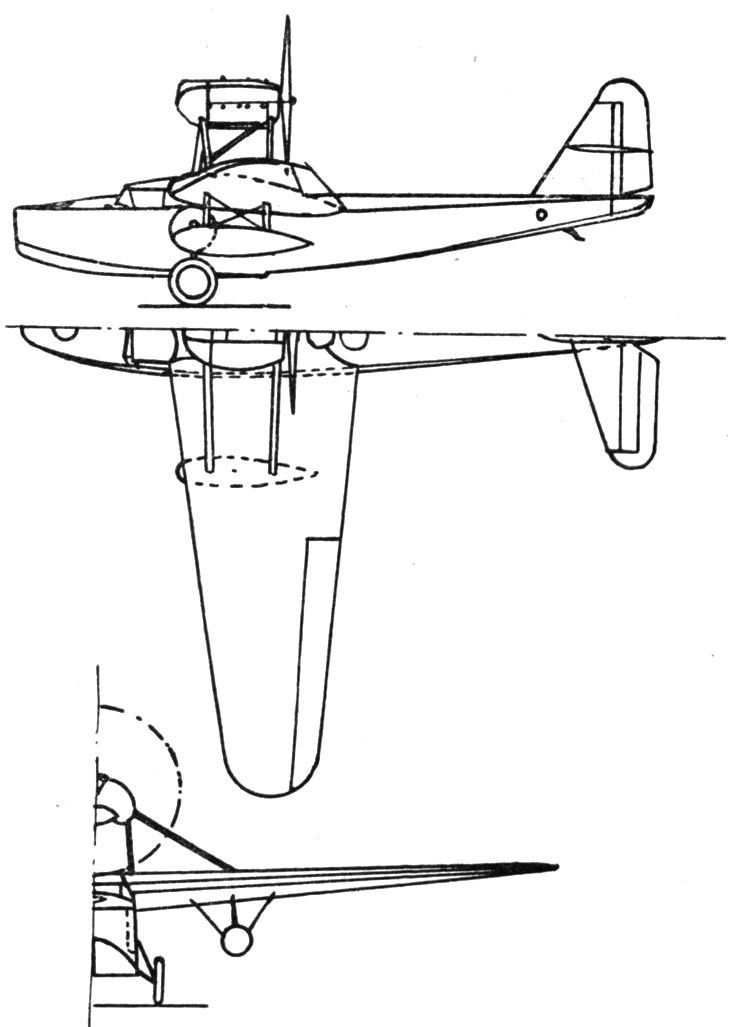
Схематичне зображення летючого човна Dornier Do 12. Січень 1933

Do 12 був третім у лінійці малих німецьких летючих човнів розробки 1930-х років. Серія розпочалася з Dornier A Libelle I і Dornier A Libelle II, хоча Do 12 був не продовженням, а абсолютно новим літаком.
Літак був амфібією і міг перевозити від трьох до чотирьох пасажирів. Спочатку він оснащувався одним двигуном Argus As 10, а потім — двигуном Gnome-Rhône 5Ke Titan, встановленим над крилом. Він вперше здійснив політ у 1932 році.
Після завершення випробувань єдиний екземпляр човна пройшов сертифікацію та отримав реєстраційний номер D-INEZ. У 1936 році човен передали місіонерському товариству MIVA (нім. Missions-Verkehrs-Arbeitsgemeinschaft). На човні протягом кількох років літав пастор Пауль Шулт, відомий як «летючий священик», а сам човен отримав прізвисько «Das fliegende Kreuz» (укр. літаючий хрест). За сприяння MIVA, 12 листопада 1936 року Do 12 використовувався для буксирування летючого човна-планера DFS Seeadler, який пілотувала німецька льотчиця Ганна Райч.

## Варіанти
Do 12
летючий човен оснащений 5-цилиндровим радіальним двигуном Gnome-Rhône Titan 5Ke
Do 12Aваріант оснащений V-8 двигуном Argus As 10

## Літаки, схожі за ТТХ та часом застосування
- Short S.26
- Short Rangoon
- Short S.12 Singapore II
- CANT Z.1007
- Savoia-Marchetti S.66
- Canadian Vickers Vancouver
- Dornier Do S
- Blohm & Voss Ha 139
- АНТ-22
- Ш-2
- МДР-2
- Consolidated P2Y
- Douglas Dolphin
- General Aviation PJ
- Lioré et Olivier LeO 25
- Lioré et Olivier LeO H-47
- Latécoère 500
- Potez-CAMS 141
- Aichi E3A
- Hiro H2H
- Kawanishi H3K